# Золота Літера
Золота Літера (біл. Залатая Ліцера, Залатая Літара) — щорічна премія білоруського Національного конкурсу друкованих засобів масової інформації. Організатор премії — Міністерство інформації Республіки Білорусь.
Премією відзначаються найкращі роботи суспільно-політичної, економічної, спортивної та культурної тематики, а також репортери, фотокореспонденти і блогери.
Нагороди проходять по більше ніж 20 номінаціях, розділених на групи: для республіканських, обласних друкованих ЗМІ та інформагентств; районних, міських і багатотиражних друкованих ЗМІ, а також окремо загальні та персональні номінації. Журі також визначає володарів Гран-прі за найкращий творчий проект року районних, міських, багатотиражних друкованих ЗМІ та республіканських друкованих ЗМІ, інформагентств відповідно.
У середньому на журналістське змагання щорічно надходить близько 250 заявок.